# Byrsonima subterranea
Byrsonima subterranea är en tvåhjärtbladig växtart som beskrevs av Alexander Curt Brade och Markgraf. Byrsonima subterranea ingår i släktet Byrsonima och familjen Malpighiaceae. Inga underarter finns listade i Catalogue of Life.

## Bildgalleri

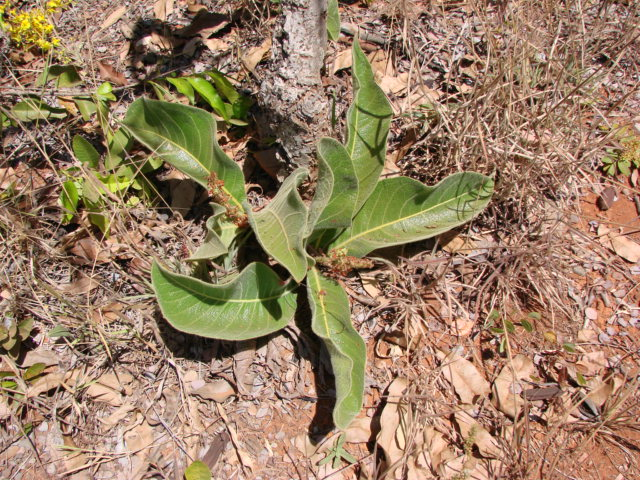